# Bremer voetbalkampioenschap 1912/13
In 1912/13 werd het veertiende Bremer voetbalkampioenschap gespeeld, dat georganiseerd werd door de Noord-Duitse voetbalbond. Werder Bremen werd kampioen, maar omdat de competitie te laat beëindigd werd kon de club niet meer deelnemen aan de Noord-Duitse eindronde. 

## Eindstand
| Plaats | Club                   | Wed. | W  | G | V | Saldo | Ptn   |
| ------ | ---------------------- | ---- | -- | - | - | ----- | ----- |
| 1.     | FV Werder Bremen       | 13   | 11 | 1 | 1 | 52:8  | 23:3  |
| 2.     | Bremer SC 1891         | 13   | 8  | 2 | 3 | 21:12 | 18:8  |
| 3.     | FC Lloyd Bremen        | 10   | 7  | 0 | 3 | 24:21 | 14:6  |
| 4.     | FC Hohenzollern Bremen | 10   | 6  | 0 | 4 | 25:20 | 12:8  |
| 5.     | Bremer BV 01           | 14   | 5  | 2 | 7 | 14:18 | 12:16 |
| 6.     | FC Germania 01 Bremen  | 12   | 3  | 2 | 7 | 18:36 | 8:16  |
| 7.     | FV 1896 Komet Bremen   | 8    | 1  | 0 | 7 | 5:27  | 2:14  |
| 8.     | FC Britannia 01 Bremen | 10   | 0  | 1 | 9 | 8:25  | 1:19  |

|  | Kampioen |